# Реммерс, Ганс Герман
Ганс Герман Реммерс (нем. Hans Hermann Remmers; 13 июля 1906, Вильгельмсхафен, Германская империя — 18 августа 1963, Диц, ФРГ) — оберштурмбаннфюрер СС, командир части айнзацкоманды 1b в составе айнзацгруппы A.

## Биография
Ганс Герман Реммерс родился 13 июля 1906 года в семье маляра Фридриха Реммерса. Посещал народную школу в Вильгельмсхафене и реальное училище, получив школьный аттестат в 1923 году. Обучался коммерции в хлопчатобумажной компании Haak and Nebelthau в Бремене, изучал экономику и организацию производства с 1926 по 1929 год, но выпускной экзамен не сдавал. До 1930 года работал в страховом бизнесе, а затем до 1933 года был торговым представителем фирмы, связанной с бумажной промышленностью
1 февраля 1932 года вступил в НСДАП (билет № 982009) и Общие СС (№ 40876). 5 декабря 1933 года был принят на службу в главное управление СД в Мюнхене. В январе 1934 года поступил в секцию СД в Берлине, где оставался до своего возвращения в Мюнхен в 1937 года. Там Реммерс стал начальником штаба подразделения СД. В 1938 году на несколько месяцев был переведён в Аугсбург. После вторжения в Судетскую область возглавил отделение СД в Бёмиш Айзенштайн и впоследствии до 1940 года — отделение СД в Будвайсе.
В 1940 году стал начальником секции СД в Алленштайне. В октябре 1941 года присоединился к айнзацгруппе A. Начальник айнзацгруппы А Франц Шталекер направил его в Минск, где до середины ноября 1941 года Реммерс руководил небольшим отрядом, состоявшим из членов различных айнзацкоманд. Здесь проходили массовые расстрелы евреев. В середине ноября 1941 года был переведён Чудово, где возглавил часть айнзацкоманды 1b. В январе 1942 года был отправлен в город Холм. С апреля по июль 1942 года возглавлял команду в Красногвардейске. Впоследствии был переведён в Фольксдойче Миттельштелле, где был представителем высшего руководителя СС и полиции в Кракове. В январе 1945 года попал в советский плен, из которого был освобождён в сентябре
В ноябре 1946 года был интернирован американцами. В 1948 году в ходе процедуры денацификации за принадлежность к преступным организациям был приговорён к 1,5 году заключения, которые были уже отбыты в период интернирования. До 1952 года был безработным, а затем стал торговым представителем Мюнехене. 12 июня 1961 года земельным судом Кобленца за пособничество в убийстве был приговорён к 8 годам заключения в тюрьме строгого режима. Умер в заключении.